# Jasuke
Jasuke (japonsky 弥助) byl muž afrického původu, který se objevuje v několika historických záznamech z období Sengoku z konce 16. století. Tyto záznamy o něm hovoří jako o členovi dvora významného japonského válečníka a šlechtice Nobunagy Ody, „prvního sjednotiele Japonska“. Na základě toho o něm některé moderní zdroje chybně hovoří jako o „prvním černém samurajovi“.

## Příchod do Japonska
O životě Jasukeho před příchodem do Japonska neexistují téměř žádné záznamy. Není známo ani místo jeho narození, různé zdroje hovoří o území dnešního Jižního Sudánu, Mosambiku, Etiopie nebo Nigérie. Není jasné, zda byl před příchodem do Japonska někdy zotročen, ačkoliv indicie k tomu existují. Do Japonska poprvé vstoupil v roce 1579 jako strážce italského jezuity a misionáře Alessandro Valignana.

## Ve službách Nobunagy Ody
Jasuke vstoupil do Nobunagových služeb v roce 1581. Měl tomu předcházet incident, kdy byl Jasuke na cestě do Mijako (dnešní Kjóto), kam Valignano a jeho družina směřovala, aby podle tehdejších zvyklostí požádali Nobunagu o svolení opustit Japonsko, spatřen místními obyvateli v osadě Sakai. Drtivá většina tehdejších Japonců nikdy neviděla muže černé pleti, a proto Jasukeho přítomnost způsobila mezi místními poprask. Zkazky o černém muži se dostaly až k Nobunagovi, který si po jeho příchodu vyžádal s Jasukem audienci. Jasuke ho měl podle záznamů zaujmout „silou deseti mužů“ a „dobrým chováním“. Nobunaga byl natolik ohromen, že Jasukeho obdaroval penězi, mečem, přijal ho za svého vazala a učinil ho příslušníkem své družiny. Jasuke tak doprovázel Nobunagu na dalších válečných výpravách a plnil roli Nobunagova strážce.

## Incident v Honnódži
Jasuke ve službách Nobunagy nevydržel dlouho. V roce 1582 došlo k incidentu v Honnódži, při němž byl Nobunaga na cestě na bojiště zrazen svými spojenci a donucen spáchat seppuku. Některé zdroje hovoří o tom, že Jasuke byl při Nobunagově sebevraždě přítomen a dokonce to byl on, kdo sťal jeho hlavu, aby ji uchránil před nepřáteli. V dalších dnech se Jasuke měl dostat k družině Nobunagova syna, Nobutady Ody, který byl ale následně také přepaden bývalými spojenci svého otce a také spáchal seppuku. Jasuke měl být v bitvě raněn a následně odnesen do jezuitského chrámu. Tímto okamžikem veškeré záznamy o jeho osobě končí a jeho další osudy nejsou známé.

## Zobrazení v popkultuře
Jelikož se jedná o jednu z mála historicky doložených postav afrického původu v japonských dějinách, Jasuke byl několikrát znázorněn v popkultuře v rámci snahy podpořit diverzitu v dílech inspirovaných japonskou historií a kulturou. Poprvé se objevuje v dětské knize Kurosuke z roku 1968 od autora Jošio Kurosukeho. Nová vlna jeho zobrazení přichází v desátých letech dvacátého prvního století, ať už se jedná o videohru Nioh z roku 2017, nebo anime seriál připravený americkou společností Netflix Jasuke, jehož je hlavní postavou. Jasuke byl vybrán jako jeden z protagonistů nového dílu populární série Assassin's Creed odehrávajícího se ve feudálním Japonsku. Tato volba vzbudila kontroverzi mezi přiznivci série z Japonska i ze Západu a vyvovala diskuzi o historické přesnosti ve videohrách.[chybí lepší zdroj]